# Torodrilus gelidus
Torodrilus gelidus är en ringmaskart som beskrevs av Erséus 1994. Torodrilus gelidus ingår i släktet Torodrilus och familjen glattmaskar. Inga underarter finns listade i Catalogue of Life.